# Taisho Shinshu Daizokyo
Pour les articles homonymes, voir Taishō.
Le Taishō shinshū daizō-kyō (大正新脩大藏經; « Version révisée du Canon [bouddhiste], compilée pendant l'ère Taishō »), aussi appelée Taishōzō (大正藏) ou Taishō (大正), est une version du Canon bouddhiste mahâyâna compilée au Japon de 1924 à 1935 (soit au cours de l'ère Taishō), considérée au XXe siècle comme la référence standard. Il s'agit d'une des éditions les plus fréquemment consultées aujourd'hui par les érudits et chercheurs. 
Il constitue la source principale des textes anciens du bouddhisme mahāyāna qui sont accessibles en ligne.

## Compilation
Le travail fut entrepris sous la direction de Takakusu Junjirō (高楠順次郎 1866-1945) et Watanabe Kaigyoku (渡辺海旭 1872-1932), avec l’assistance de Ono Genmyō (小野玄妙) et la coopération de toutes les universités bouddhiques japonaises. 
Le Taishō est basé principalement sur le Tripitaka Koreana, édition survivante la plus complète du Canon mahayana. Pour les textes non inclus dans le Koreana, plusieurs versions existant au Japon ont été comparées ; le texte de référence est précisé dans les notes ou l’index final. Quelques textes provenant de Dun Huang ont été inclus. Les éditeurs ont également tenu compte des connaissances de l’époque en matière de philologie et de critique textuelle. Une ponctuation élémentaire par points a été ajoutée. 
Bien que constituant une référence très appréciable, le Taishō n’est pas exempt de critiques car la publication se voulant rapide (un volume par mois), tous les textes n’ont pas été révisés avec la même attention, des passages ont échappé à la relecture et des corrections furent reprises directement de l’édition antérieure Dainippon kotei Daizōkyō (大日本校訂大蔵経 1880-1885). La ponctuation de certains passages est contestée.
Les textes du Zokuzōkyō (續藏經), supplément d’une version antérieure, n’ont pas été intégrés dans le Taishō.

## Composition
L’ensemble comprend 100 volumes — chacun comptant environ un millier de pages — 3 360 œuvres, : 55 volumes pour les textes chinois et 30 volumes pour les textes composés au Japon, douze volumes d'iconographie et trois volumes pour l'index.
| Volume   | Sutra     | Chinois        | Translittération       | Sanscrit           | Description                                           |
| -------- | --------- | -------------- | ---------------------- | ------------------ | ----------------------------------------------------- |
| T01-02   | 01/01/51  | 阿含部         | āhán bù                | Āgama              | Agama                                                 |
| T03-04   | 152-219   | 本緣部         | běnyuán bù             | Jātaka             | Vies du Bouddha                                       |
| T05-08   | 220-261   | 般若部         | bōrě bù                | Prajñapāramitā     | Textes prajnaparamita                                 |
| T09a     | 262-277   | 法華部         | fǎhuā bù               | Saddhammapundarikā | Textes en rapport avec le Sutra du lotus              |
| T09b-10  | 278-309   | 華嚴部         | huáyán bù              | Avataṁsaka         | Textes en rapport avec le Sutra Avatamsaka            |
| T11-12a  | 310-373   | 寶積部         | bǎojī bù               | Ratnakūṭa          | Textes Ratnakuta                                      |
| T12b     | 374-396   | 涅槃部         | nièpán bù              | Nirvāṇa            | Textes concernant le parinirvana                      |
| T13      | 397-424   | 大集部         | dàjí bù                | Mahāsannipāta      | Grande collection                                     |
| T14-17   | 425-847   | 經集部         | jīngjí bù              | Sūtrasannipāta     | Sutras divers                                         |
| T18-21   | 848-1420  | 密教部         | mìjiào bù              | Tantra             | Textes mikkyo                                         |
| T22-24   | 1421-1504 | 律部           | lǜ bù                  | Vinaya             | Textes du vinaya                                      |
| T25-26a  | 1505-1535 | 釋經論部       | shìjīnglùn bù          | Sūtravyākaraṇa     | Traités d'explications des canons                     |
| T26b-29  | 1536-1563 | 毗曇部         | pítán bù               | Abhidharma         | Textes d’analyse                                      |
| T30a     | 1564-1578 | 中觀部類       | zhòngguān bùlèi        | Madhyamaka         | Textes madhyamika                                     |
| T30b-32  | 1579-1627 | 瑜伽部類       | yúgā bùlèi             | Yoga               | Textes yogacara                                       |
| T32      | 1628-1692 | 論集部         | lùnjí bù               | Śāstra             | Traités                                               |
| T33-39   | 1693-1803 | 經疏部         | jīngshū bù             | Sūtravibhāṣa       | Éclaircissements sur les sutras                       |
| T40a     | 1804-1815 | 律疏部         | lǜshū bù               | Vinayavibhāṣa      | Éclaircissements sur le vinaya                        |
| T40b-44a | 1816-1850 | 論疏部         | lùnshū bù              | Śāstravibhāṣa      | Éclaircissements sur les traités                      |
| T44b-48  | 1851-2025 | 諸宗部         | zhūzōng bù             | Sarvasamaya        | Écoles                                                |
| T49-52   | 2026-2120 | 史傳部         | shǐzhuàn bù            |                    | Textes historiques et biographiques                   |
| T53-54a  | 2121-2136 | 事彙部         | shìhuì bù              |                    | Mélanges                                              |
| T54b     | 2137-2144 | 外教部         | wàijiào bù             |                    | Textes non bouddhistes (littéralement, non religieux) |
| T55      | 2145-2184 | 目錄部         | mùlù bù                |                    | Catalogues                                            |
| T85a     | 2732-2864 | 古逸部         | gǔyì bù                |                    | Textes anciens                                        |
| T85b     | 2865-2920 | 疑似部         | yísì bù                |                    | Textes douteux                                        |
| T86-97   |           | 圖像部         | túxiàng bù             |                    | Iconographie                                          |
| 98-100   |           | 昭和法寶總目錄 | zhāohé fǎbǎo zǒngmù lù | Index              |                                                       |

## Mise en ligne
Le Taishō est devenu la source essentielle des projets de mise en ligne des textes bouddhistes mahayana anciens. Celle-ci a démarré à la fin des années 1990 avec la création du SAT (abréviation de Samganikikrtam Taisotripitakam, « numérisation du Tripitaka Taishō » en sanscrit), coopération entre les universités japonaises et le JAIBS (Association japonaise d’Études indiennes et bouddhistes). Le travail, commencé en 1996, a été achevé en 2006. 
Vers la même époque, différents organismes comme l’Academia Sinica mirent en ligne des textes du Tripitaka chinois, mais fragmentaires, assortis de limitations d’accès ou incompatibles avec certains systèmes. En 1998, Maître Heng-ching de l’université nationale de Taïwan et Maître Hui-min de l’institut national des Arts fondèrent l’Association chinoise de Textes bouddhiques en ligne (CBETA) dont le siège est à Taipei. Travaillant en coopération avec le SAT, elle se charge de la relecture, correction et lisibilité informatique des divers textes chinois déjà en ligne.